# Alstroemeria poetica
Alstroemeria poetica är en alströmeriaväxtart som beskrevs av Pierfelice Ravenna. Alstroemeria poetica ingår i släktet alströmerior, och familjen alströmeriaväxter. Inga underarter finns listade i Catalogue of Life.